# سرکهنان (بیکاه)
سرکهنان یک روستا در ایران است که در بخش بیکاه شهرستان رودان در استان هرمزگان واقع شده‌است.

## جمعیت
این روستا در دهستان بیکاه قرار دارد و براساس سرشماری مرکز آمار ایران در سال ۱۳۸۵، جمعیت آن ۲۲ نفر (۵ خانوار) بوده‌است.